# Be HAPPY!!
『Be HAPPY!!』（ビー・ハッピー）はSKULL CANDYのアルバム。

## 概要
「ナツイロ」はプロモーションビデオが制作しており、既に全国各地でのライブで新曲として人気のちょっぴり切ない夏の終わりのポップ・ロックに、「START」はスプリットアルバム「PARTY JOY NIGHT!!!」で共にリリースし、後に解散したWitchery SKANKへ向けたものである。

## 批評
CDジャーナルは「SKULL CANDYが描き出す世界観はとてもカラフルで眩しく輝いている。疾走感あふれるライヴ仕様のナンバーが全開で、とことん元気パワーを注入してくれる」と評した 。

## 収録曲
1. Don't worry,be happy
2. 星に願いを
3. ナツイロ
4. START
5. プレゼント
6. LALA
7. orange
8. 星電話

作詞：TATSUYA(#1 - 7)、MAKI(#8)
作曲：TATSUYA　編曲：SKULL CANDY(#ALL)